# De dropslaven
Tom Poes en de dropslaven of kortweg De dropslaven is het 87ste verhaal uit de Bommelsaga, geschreven en getekend door Marten Toonder. De eerste aflevering in het verhaal verscheen op 31 december 1959, de laatste op 12 februari 1960. Het centrale thema is verslaving waardoor iemand van zijn sterkste eigenschappen wordt beroofd.

## Samenvatting
Hocus Pas maakt en verkoopt verslavende "dubbeldrop" in het bos, en dat blijft natuurlijk niet zonder gevolgen. De inwoners raken daardoor hun beste eigenschappen kwijt. Ze vergeten hun werk en doen alleen nog leuke dingen. Maar Hocus Pas blijkt niet opgewassen tegen een zekere ambtenaar eerste klasse. Daarop laat de magister zijn zaak ontploffen en gaat er vandoor.

## Voetnoot
1. ↑  [dode link] 49 afleveringen uit de Amigoe di Curaçao
2. ↑  Op 26 oktober 2013 drukte NRC Handelsblad het verhaal integraal af in een apart katern.